# Пад'єль
Пад'є́ль (рос. Падъель) — річка в Республіці Комі, Росія, права притока річки Південний Перчукйоль, лівої притоки річки Пирс'ю, лівої притоки річки Ілич, правої притоки річки Печора. Протікає територією Троїцько-Печорського району.
Річка починається на західних схилах хребта Мань-Хамбо біля кордону Республіки Комі та Ханти-Мансійського автономного округу Тюменської області. Протікає на південний захід, північний захід, захід та південний захід.